# Karen Lujean Nyberg
Karen Lujean Nyberg (* 7. Oktober 1969 in Parkers Prairie, Minnesota, USA) ist eine US-amerikanische Astronautin.

## Werdegang
Nyberg schloss 1994 ihr Maschinenbaustudium mit summa cum laude an der University of North Dakota ab. Danach ging sie an die University of Texas und forschte an der menschlichen Wärmeregulierung und konzentrierte sich auf die Steuerung der Wärmeregulierung in Raumanzügen. Damit promovierte sie im Jahr 1998.

## Astronautentätigkeit
Nyberg wurde im Juli 2000 für das Astronautenprogramm der NASA ausgewählt. Nach zwei Jahren Training qualifizierte sie sich als Missionsspezialistin.

### NEEMO 10
Im Jahr 2006 nahm sie an NEEMO 10, einer Tiefseetrainings- und Simulationsübung im Aquarius-Unterwasserlabor teil.
Aufgabe dieser Mission war die Vorbereitung auf zukünftige Flüge zu Mond und Mars. Dabei wurden Konzepte zur Bewegung geprüft und mit beschwerten Rucksäcken die Anziehungskraft von Mond oder Mars simuliert. Außerdem wurden Kommunikationstechniken sowie die Verwendung und Navigation von ferngesteuerten Robotern auf der Oberfläche des Mondes geprüft.

### STS-124
Nyberg wurde am 21. März 2007 der Mission STS-124 als Missionsspezialistin zugeteilt. Der Start erfolgte am 31. Mai 2008, die Rückkehr am 14. Juni 2008. Nyberg war dabei acht Tage als Besucher auf der Internationalen Raumstation.

### STS-132
Nyberg war für den Shuttleflug STS-132 nominiert, wurde aber am 11. August 2009 aus nicht näher erläuterten medizinischen Gründen aus der Mannschaft genommen und durch Michael Good ersetzt. Die NASA betonte, dass es sich um ein temporäres Leiden handle, dass Nyberg in einer technischen Rolle den Flug begleite, und dass weitere Flugzuteilungen für sie möglich wären.

### ISS-Expeditionen 36/37
Nyberg wurde im Februar 2011 den ISS-Expeditionen 36 und 37 als Bordingenieurin zugeteilt. Ab dem 29. Mai 2013 arbeitete sie an Bord der Internationalen Raumstation. Die Rückkehr zur Erde erfolgte am 11. November 2013.

## Privates
Nyberg ist in zweiter Ehe mit dem Astronauten Douglas Hurley verheiratet und hat einen Sohn.